# جياكومو لوتشياني
جياكومو لوتشياني (بالإيطالية: Giacomo Luciani)‏ (مواليد 18 يوليو 1940) هو خبير إيطالي في الجغرافيا السياسية للطاقة. اشتهر في المقام الأول بمساهماته الأساسية في نظرية الدولة الريعية مع الاقتصادي المصري حازم الببلاوي.

## مسيرته
هو أستاذ مساعد في المعهد العالي للدراسات الدولية والتنمية في جنيف والمستشار العلمي لماجستير الطاقة الدولية بكلية باريس للشؤون الدولية في معهد الدراسات السياسية بباريس. لوتشياني هو أيضًا باحث عالمي بجامعة برينستون وملحق بكلية وودرو ويلسون وقسم دراسات الشرق الأدنى. وهو كبير مستشاري مركز الخليج للأبحاث. وهو حاصل على درجة الماجستير من جامعة ييل.
بين سنتي 2007 و 2010، كان مديرًا لمؤسسة مركز الخليج للأبحاث في جنيف. كما كان أستاذًا مساعدًا للعلاقات الدولية في مركز سايس بولونيا التابع لجامعة جونز هوبكنز وأستاذًا في معهد الجامعة الأوروبية.
تركز أبحاثه على الاقتصاد السياسي للشرق الأوسط وشمال إفريقيا وعلى قضايا الطاقة العالمية.